# Gajevi (dystrykt Brczko)
Gajevi – wieś w Bośni i Hercegowinie, w dystrykcie Brczko. W 2013 roku liczyła 103 mieszkańców, z czego większość stanowili Serbowie.